# Machimus coruscus
Machimus coruscus là một loài ruồi trong họ Asilidae. Machimus coruscus được Wulp miêu tả năm 1898. Loài này phân bố ở miền Ấn Độ - Mã Lai.